# Sottosegretario all'aeronautica degli Stati Uniti d'America

Stendardo del Sottosegretario all'aeronautica degli Stati Uniti d'America

Il Sottosegretario all'aeronautica degli Stati Uniti d'America (in inglese Under Secretary of the Air Force – USECAF, o SAF/US) è il secondo grado più alto ricoperto da un civile all'interno del dipartimento dell'aeronautica statunitense, immediatamente inferiore al Segretario, da cui dipende in maniera diretta e di cui, in caso di assenza, ne diventa il facente funzioni o ne ricopre ad interim il posto nel caso questo sia vacante. L'USECAF è nominato dal Presidente e necessita dell'approvazione del Senato.
Il Segretario e il Sottosegretario, insieme al Chief of Staff of the United States Air Force e al suo vice, costituiscono la leadership del dipartimento dell'aeronautica.
Il Sottosegretario è coadiuvato da quattro assistenti che si occupano nello specifico delle attività di acquisizione, ricerca e sviluppo – Assistant Secretary of the Air Force (Acquisition); controllo finanziario – Assistant Secretary of the Air Force (Financial Management & Comptroller); logistica, ambiente e installazioni – Assistant Secretary of the Air Force (Installations, Environment & Logistics); risorse umane e riserva militare – Assistant Secretary of the Air Force (Manpower & Reserve Affairs) – ed è aiutato da un consigliere generale – General Counsel of the Air Force.

## Lista dei sottosegretari all'aeronautica degli Stati Uniti d'America
| Nº                            | Immagine | Nome e cognome          | Periodo                            |
| ----------------------------- | -------- | ----------------------- | ---------------------------------- |
| 1                             |          | Arthur S. Barrows       | 26 settembre 1947 - 21 aprile 1950 |
| 2                             |          | John A. McCone          | 15 giugno 1950 - 12 ottobre 1951   |
| 3                             |          | Roswell L. Gilpatric    | 19 ottobre 1951 - 5 febbraio 1953  |
| 4                             |          | James H. Douglas, Jr.   | 3 marzo 1953 - 30 aprile 1957      |
| 5                             |          | Malcolm A. MacIntyre    | 5 giugno 1957 - 31 luglio 1959     |
| 6                             |          | Dudley C. Sharp         | 3 agosto 1959 - 10 dicembre 1959   |
| 7                             |          | Joseph V. Charyk        | 28 gennaio 1960 - 1º marzo 1963    |
| 8                             |          | Brockway McMillan       | 12 giugno 1963 - 30 settembre 1965 |
| 9                             |          | Norman S. Paul          | Ottobre 1965 - settembre 1967      |
| 10                            |          | Townsend Hoopes         | Settembre 1967 - febbraio 1969     |
| 11                            |          | John L. McLucas         | Febbraio 1969 - luglio 1973        |
| 12                            |          | James W. Plummer        | 21 dicembre 1973 - 28 giugno 1976  |
| 13                            |          | Hans M. Mark            | 1977 - 1979                        |
| 14                            |          | Antonia Handler Chayes  | 1979 - 1981                        |
| 15                            |          | Edward C. Aldridge, Jr. | 1981 - 9 giugno 1986               |
| 16                            |          | James F. McGovern       | 1986 - 1989                        |
| 17                            |          | Anne N. Foreman         | 1989 - 1993                        |
| 18                            |          | Rudy de Leon            | 1994 - 1997                        |
| 19                            |          | F. Whitten Peters       | 1997 - 1999                        |
| 20                            |          | Carol A. DiBattiste     | 1999 - 2001                        |
| (Interim)                     |          | Lawrence J. Delaney     | 2001                               |
| 21                            |          | Peter B. Teets          | 2001 - 2005                        |
| 22                            |          | Ronald M. Sega          | 2005 - 2007                        |
| Vacante nel periodo 2007-2010 |          |                         |                                    |
| 23                            |          | Erin C. Conaton         | 2010 - 2012                        |
| 24                            |          | Jamie M. Morin          | 2012 - 2013                        |
| 25                            |          | Eric Fanning            | 2013 - 2015                        |
| 26                            |          | Lisa S. Disbrow         | 2015 - 2017                        |
| 27                            |          | Patricia Zarodkiewicz   | 2017 - 2017                        |
| 28                            |          | Matthew Donovan         | 2017 - 2019                        |
| 29                            |          | John P. Roth            | 2019 - 2019                        |
| 30                            |          | Shon J. Manasco         | 2019 - 2021                        |
| 31                            |          | Anthony P. Reardon      | 2021 -                             |